# 스탠드 업 (1988년 영화)
스탠드 업(Stand And Deliver)은 미국에서 제작된 라몬 메넨데즈 감독의 1988년 드라마, 코미디 영화이다. 에드워드 제임스 올모스 등이 주연으로 출연하였고 톰 뮤스카 등이 제작에 참여하였다.

## 출연

### 주연
- 에드워드 제임스 올모스
- 에스텔 해리스
- 마크 페런
- 버지니아 페리스
- 마크 엘리엇
- 아델라이다 알바레즈

### 조연
- 윌 고테이
- 패트릭 바카
- 카멘 아젠지아노
- 마크 에버렛
- 타이드 키니
- 로잔나 드소토
- 보디 올모스
- 바네사 마르케스
- 다니엘 빌라리어
- 루 다이아몬드 필립스
- 마이클 야마
- 그래햄 갤로웨이
- 베티 카발호
- 이레인 올가 로페즈
- 제임스 빅터
- 이베트 크루즈
- 마이클 애들러
- 앤디 가르시아
- 리프 휴튼
- 스타 프로맨
- 도미닉 루세로

## 제작진
- 의상: 캐스린 모리슨
- Ass-PD: 아이야 라번카
- 배역: 재키 브라운